# Jakabfalu
Jakabfalu (más néven Liptójakabfalva, szlovákul Jakubovany) község Szlovákiában, a Zsolnai kerületben, a Liptószentmiklósi járásban.

## Fekvése
Liptószentmiklóstól 8 km-re északkeletre, 675–725 m magasan fekszik. Délen egybeépült Szentandrással.

## Története
A mai Jakabfalu helyén egykor három település: Jávor, Hora és Jakabfalu feküdt. Közülük Jávort említik legkorábban, „Javor” néven 1286-ban.

### Hora
Hora neve 1286-ban bukkant fel először, amikor Serafal fia András szerezte meg adományként. 1353-ban „Tarnochfew”, 1582-ben „Huora” alakban említették. A Horai család birtoka volt. 1784-ben 16 házában 91 lakos élt.
A 18. század végén Vályi András így ír róla: „HORA. Liptó Várm. földes Ura Horánszky Uraság, fekszik Szent Andráshoz nem meszsze, és annak filiája.”
1828-ban 15 háza és 76 lakosa volt, akik mezőgazdaságból éltek.
Fényes Elek 1851-ben kiadott geográfiai szótárában így ír a faluról: „Huóra, vagy Hóra, tót falu, Liptó vmegyében, 43 kath., 33 evang. lak., a Kárpát hegyei alatt. Nagy erdő. Az itten levő hórai pusztában van egy savanyúviz, mellynek kifolyásánál ércz mészföld találtatik, s veres festékre használják. Ha megégetik, akkor setétveres gránát szint kap. F. u. Horánszky. Ut. p. Okolicsna.”
A trianoni diktátumig Liptó vármegye Liptószentmiklósi járásához tartozott. 1924-ben egyesítették Jakabfaluval.

### Jakabfalu
Jakabfalut 1352-ben említik először. Nevét templomának védőszentjéről kapta. Az idők folyamán több birtokosa is volt, köztük a Pongrácz és a Pottornyai családok. 1715-ben és 1720-ban 8 adózó családfője volt. 1784-ben 23 házában 202 lakos élt.
A 18. század végén Vályi András így ír róla: „JAKABFALVA. Jabukováni. Tót falu Liptó Várm. földes Urai Potornyai, és Pongrácz Urak, lakosai katolikusok, fekszik Okolitsnához 1 mértföldnyiré, Sz. András, és Sz. Iványhoz is közel, legelője elég, földgye középszerű, hegyes, és néhol nehezen miveltetik.”
1828-ban 27 háza és 179 lakosa volt, akik főként mezőgazdasággal foglalkoztak.
Fényes Elek 1851-ben kiadott geográfiai szótárában így ír a faluról: „Jakabfalva, (Jakubovani), tót falu, Liptó vmegyében, 16 kath., 163 evang. lak. F. u. Pongrácz, Potúrnyay.”
A trianoni diktátumig Liptó vármegye Liptószentmiklósi járásához tartozott.
1924-ben csatolták hozzá Hora községet. Ma lakói a Magas-Tátra közelsége miatt egyre inkább a turizmusból élnek.

## Népessége
| Év:            | 1994. | 2004.    | 2014.   | 2024.   |
| -------------- | ----- | -------- | ------- | ------- |
| Emberek száma: | 534   | 425      | 402     | 366     |
| Eltérés:       |       | -20,41 % | -5,41 % | -8,95 % |

| Év:            | 2023. | 2024. |
| -------------- | ----- | ----- |
| Emberek száma: | 366   | 366   |
| Eltérés:       |       | +0 %  |

1910-ben 381, túlnyomórészt szlovák anyanyelvű lakosa volt.
2001-ben 409 lakosából 407 szlovák volt.
2011-ben 389 lakosából 369 szlovák volt.

## Híres személyek
- Horán született 1838-ban Horánszky Adolf táblabíró.
- Itt született 1950-ben Jana Bodnárová szlovák költő, író, művészettörténész, forgatókönyvíró.

## Nevezetességei
- A falu fekvése kedvez mind a téli, mind a nyári sportok kedvelőinek. Kiépített turistautakkal, sípályákkal, sífelvonóval rendelkezik. A Jakabfaluból induló kék turistajelzés felvisz a Liptói-havasok egyik déli nyúlványának gerincére, ahonnan a sárga jelzésen a Baranyec is elérhető.

## Képek

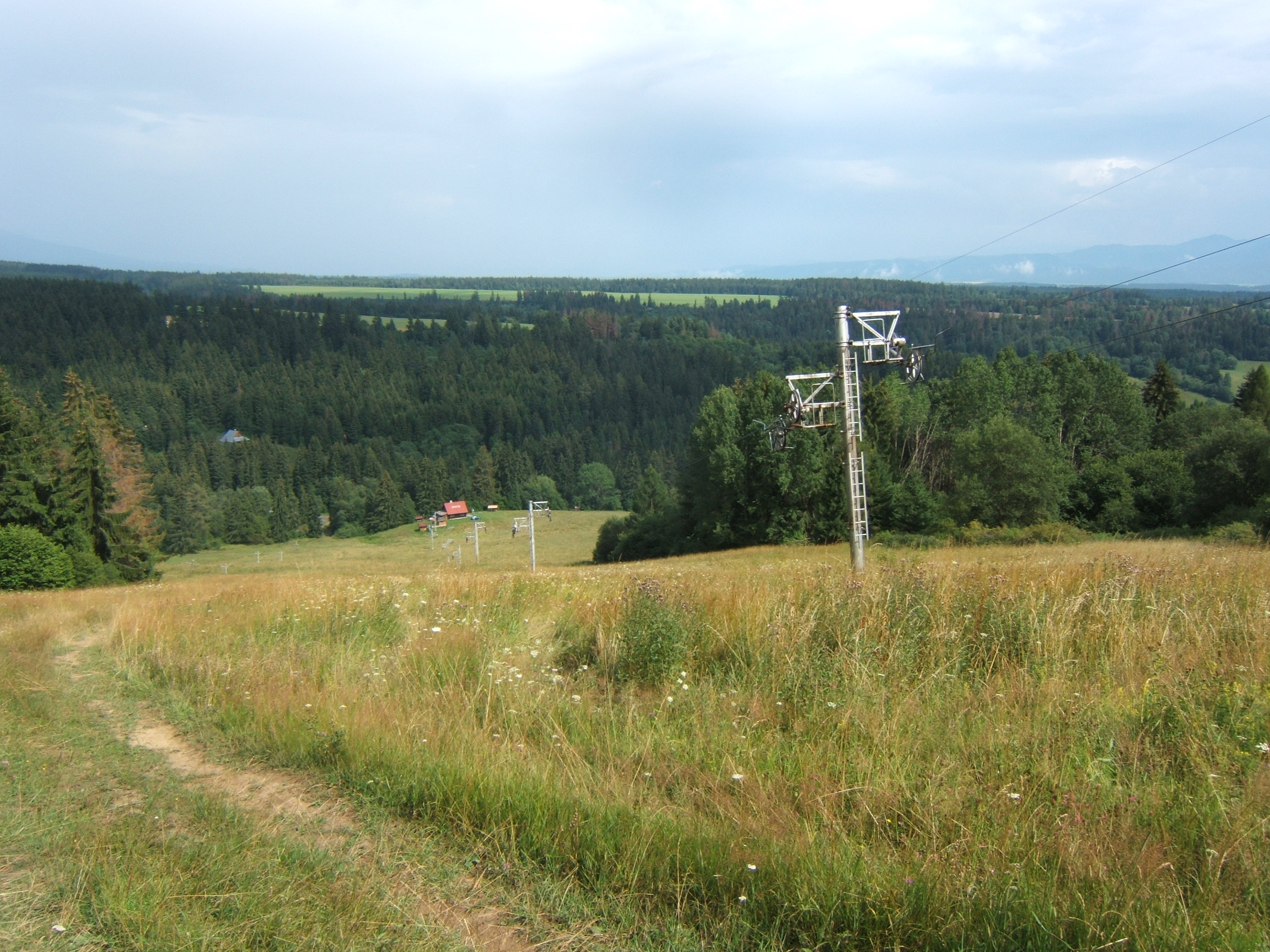
A jakabfalui sípálya nyáron
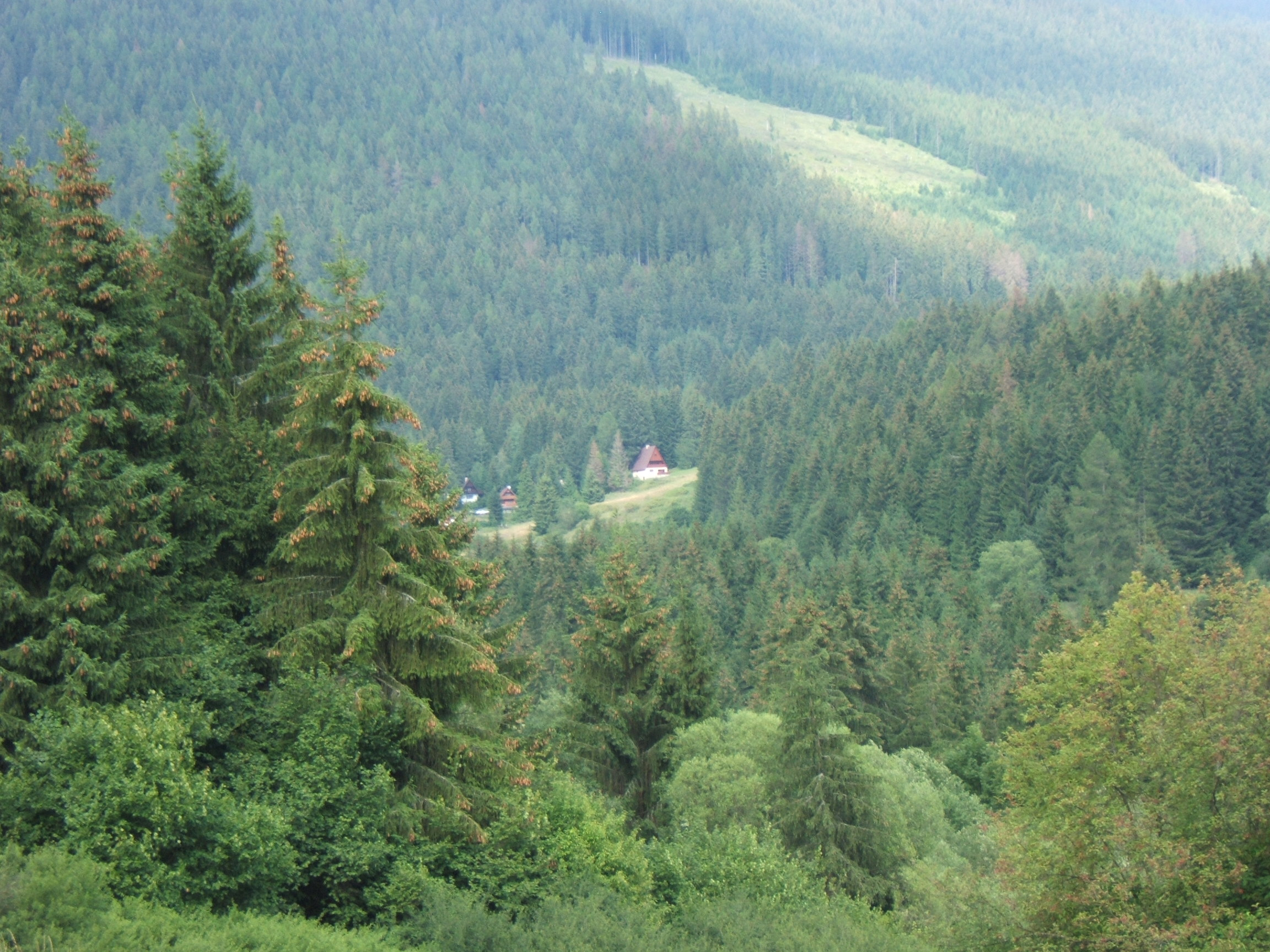
Üdülőházak a hegyoldalban
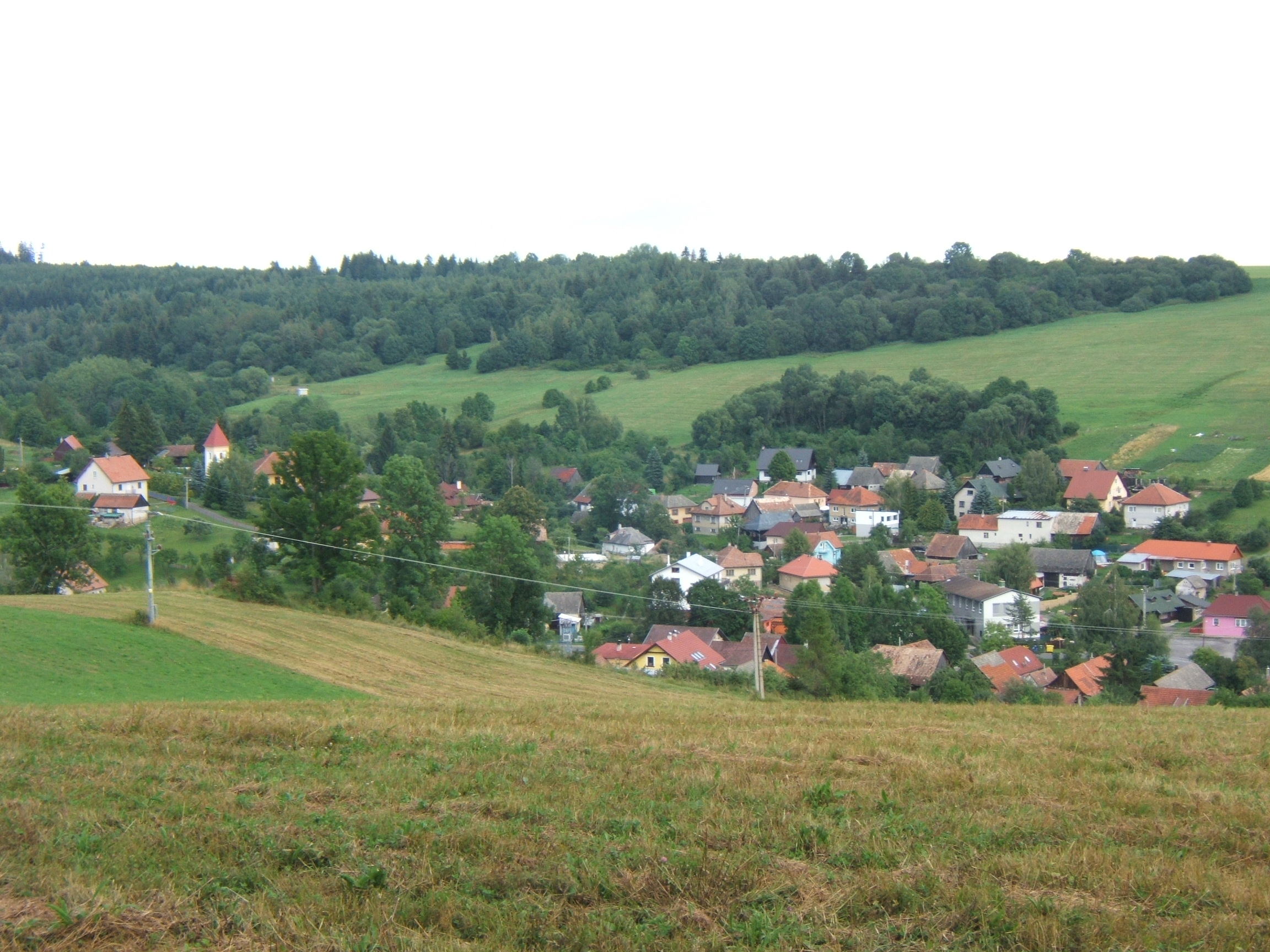
Jakabfalu látképe